# Меоре Чога
Меоре Чога (груз. მეორე ჭოღა) — село в Грузії.
За даними перепису населення 2014 року в селі проживає 661 особа.